# Fusta tova

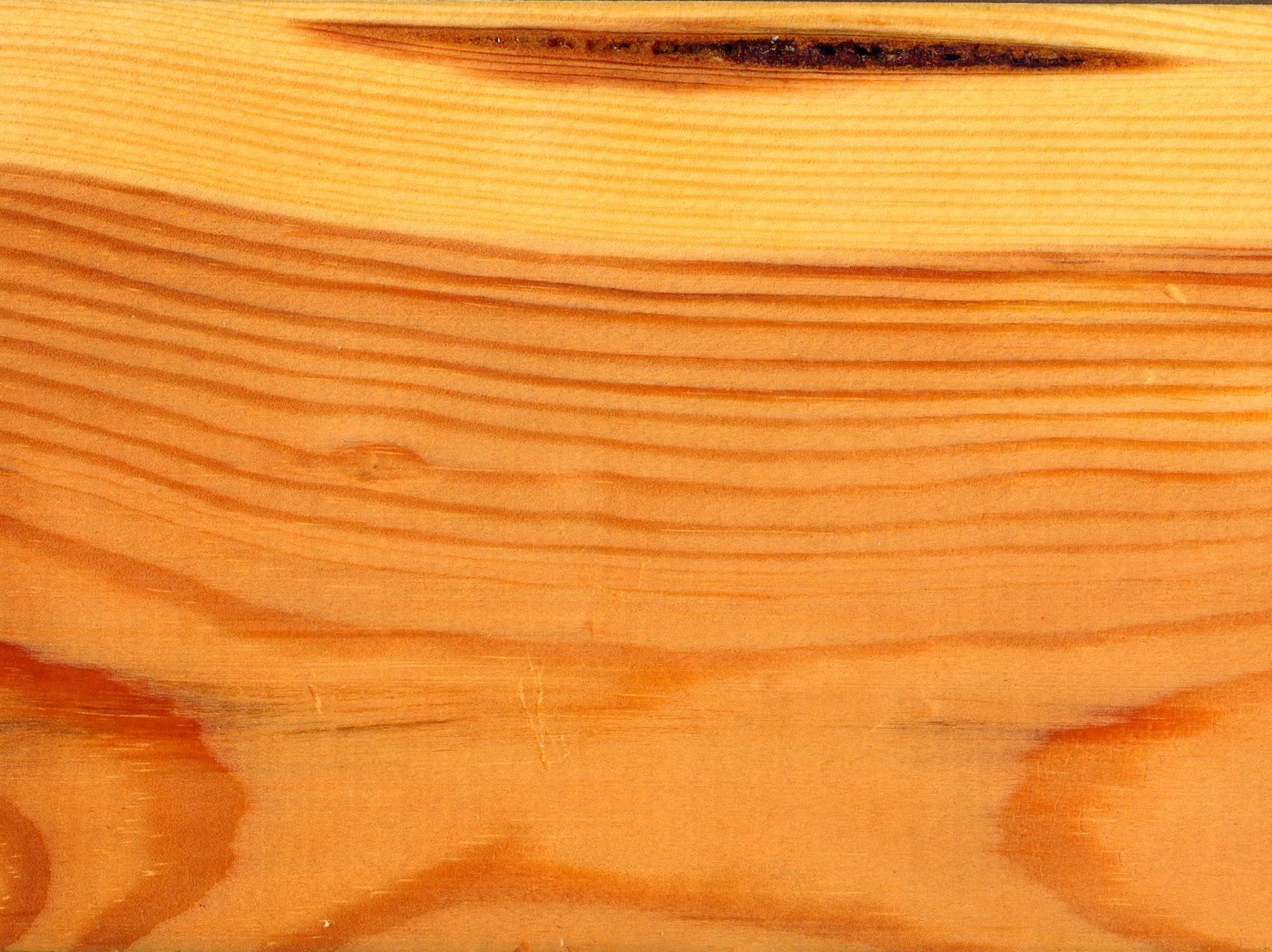
Una fusta tova típica és la del pi rajolet (Pinus sylvestris)

Una fusta tova és aquella fusta obtinguda d'arbres del grup de les gimnospermes com són les coníferes. Tota la fusta d'arbres perennifolis reben el nom de fustes toves amb algunes excepcions notables com les del xiprer calb i els làrixs.
La fusta tova és la font del voltant del 80% de la producció mundial de fusta per a al construcció. Els centres tradicionals de producció de fusta tova són la regió bàltica (incloent escandinàvia i Rússia) i Amèrica del Nord.
El terme oposat és el de fusta dura, la qual sovint prové d'arbres del grup de les angiospermes. Les fustes toves no són necessàriament més toves que les fustes dures, en els dos grups hi ha una enorme variació en la duresa real i dins el rang en densitat de les fustes dures s'inclou el de les fustes toves. Algunes fustes dures (p.e. la fusta de balsa) són més toves que la majoria de les fustes toves, mentre que les fustes més dures són més dures que qualsevol fusta tova. Les fustes de Pinus palustris, avet de Douglas i teix són més dures en el sentit mecànic que qualsevol de les fustes dures.